# Косово на Европейских играх 2015
Косово на I Европейских играх, которые прошли в июне 2015 года в столице Азербайджана, в городе Баку, была представлена 18 спортсменами..

## Награды

### Бронза
| Бронза |             |                           |
| #      | Спортсмены  | Вид спорта (дисциплина)   |
| 1      | Нора Гякова | Дзюдо (женщины, до 57 кг) |

## Результаты

### Карате
Соревнования по карате проходили в Бакинском кристальном зале. В каждой весовой категории принимали участие по 8 спортсменов, разделённых на 2 группы. Из каждой группы в полуфинал выходили по 2 спортсмена, которые по системе плей-офф разыгрывали медали Европейских игр.
Мужчины
| Соревнование | Спортсмены    | Групповой этап         | Групповой этап            | Групповой этап          | Групповой этап | 1/2 финала               | Финал                  | Итоговое место |
| Соревнование | Спортсмены    | 1 поединок             | 2 поединок                | 3 поединок              | Место          | 1/2 финала               | Финал                  | Итоговое место |
| ------------ | ------------- | ---------------------- | ------------------------- | ----------------------- | -------------- | ------------------------ | ---------------------- | -------------- |
| До 84 кг     | Альвин Карачи | Группа A               | Группа A                  | Группа A                | Группа A       | Айхан Мамаев (AZE) П 1:6 | За 3-е место           | 4              |
| До 84 кг     | Альвин Карачи | Угур Акташ (TUR) В 3:1 | Нелло Маэстри (ITA) В 3:0 | Камил Варда (POL) В 4:1 | 1 (Q)          | Айхан Мамаев (AZE) П 1:6 | Угур Акташ (TUR) П 3:4 | 4              |